# (7028) Tachikawa
(7028) Tachikawa ist ein Asteroid des Hauptgürtels, der am 5. Dezember 1993 von den japanischen Astronomen Masanori Hirasawa und Shōhei Suzuki an der Mount Nyukasa Station (Sternwarten-Code 408) entdeckt wurde.
Der Asteroid wurde am 4. August 2001 nach der westlich von Tokio gelegenen Vorstadt Tachikawa benannt, die dritte kreisfreie Stadt in Tokio nach Tokio und Hachiōji und die 175. landesweit.
Der Himmelskörper ist Mitglied der Koronis-Familie, einer Gruppe von Asteroiden, die nach (158) Koronis benannt ist.